# Mara (Vorname)
Mara ist ein überwiegend weiblicher Vorname.

## Herkunft und Bedeutung
Für den Namen Mara kommen verschiedene Herleitungen in Frage:
- Der hebräische Name מָרָא mārāʾ bedeutet „bitter“.[1][2][3] In Rut 1,20 EU gibt sich Noomi diesen Namen, um die Bedeutung „meine Wonne“ ihres ursprünglichen Namens zu negieren.[4]
- Beim nordischen Namen Mara handelt es sich um eine weibliche Variante des alten dänischen Männernamens Mar bzw. Marr[3], der eine Kurzform von Namen, die das Element marr „(Kriegs-) Pferd“, „Ozean“ oder „See“[5] beinhalten, darstellt.[6][7]
- Daneben lässt sich Mara bzw. serbisch Мара Mara auf den Namen Maria zurückführen, als ungarische Kurzform von Mária bzw. kroatische oder serbische Kurzform von Marija.[8]

Im Finnischen handelt es sich bei Mara um einen männlichen Namen, der eine Koseform von Martin darstellt.

## Verbreitung
Der Name Mara ist in den Niederlanden seit längerer Zeit geläufig. Im Jahr 2022 stieg er in die Top-100 der Vornamenscharts auf. Ein Jahr später belegte er Rang 78 der Hitliste.
Auch in Spanien zählt Mara seit 2009 zu den 100 meistgewählten Mädchennamen, jedoch erreichte der Name nie die Topränge. Im Jahr 2022 stand er in den Vornamenscharts auf Rang 80. Besonders beliebt ist er im Baskenland, wo er im selben Jahr Rang 16 belegte. In Galizien stand er auf Rang 41.
In Portugal hat sich der Name unter den beliebtesten Mädchennamen etabliert. Im Jahr 2016 erreichte er seine bislang einzige Platzierung in der Top-20 der Vornamenscharts. Im Jahr 2018 belegte er Rang 40 der Hitliste. In Brasilien war der Name Mara vor allem in den 1950er und 1960er Jahren geläufig.
In Kroatien ist der Name geläufig. Im Jahr 2022 belegte er Rang 47 der Hitliste.
Der Name Mara trat in der Schweiz im Jahr 2001 in die Top-100 der Vornamenscharts ein und erreichte sogleich Rang 63. Die Hitliste der 50 meistgewählten Mädchennamen erreichte er vierzehn Jahre später zum ersten Mal. Zuletzt belegte er in den Vornamenscharts Rang 42 (Stand: 2022).
In Deutschland ist Mara seit den 1990er Jahren geläufig. Im Jahr 2002 erreichte der Name erstmals eine Platzierung unter den 100 beliebtesten Mädchennamen, dies stellte jedoch eine kurzzeitige Spitze in der Statistik dar. Drei Jahre später stieg der Name erneut in die Top-100 auf und verließ diese Hitliste seitdem nicht mehr. Im Jahr 2023 belegte er Rang 41 der Vornamenscharts.

## Varianten
Zum nordischen Namen Mara finden sich folgende Varianten:
- Isländisch: Mar, Mari, Marri
- Dänisch: Mar
- Altnordisch: Marr, Marhaz

Für Varianten der slawischen bzw. finnischen Kurzform Mara: siehe Maria#Varianten und Martin#Varianten

## Namensträger
- Mara Abbott (* 1985), US-amerikanische Radrennfahrerin
- Mara Alber (* 2005), deutsche Fußballspielerin
- Mara Andeck (* 1967), deutsche Schriftstellerin
- Mara Bergmann (* 1982), deutsche Reporterin, Sprecherin und Moderatorin
- Mara Berni (* 1932), italienische Schauspielerin
- Mara Betschart (* 2000), Schweizer Beachvolleyballspielerin
- Mara Bizzotto (* 1972), italienische Politikerin (Lega Nord), MdEP
- Mara Branković (1416–1487), serbische Prinzessin aus dem Adelsgeschlecht der Branković
- Mara Bunewa († 1928), bulgarisch-makedonische Revolutionärin und Mitglied der Inneren Makedonischen Revolutionären Organisation (IMRO)
- Mara Carfagna (* 1975), italienische Politikerin der Forza Italia, Juristin und ehemaliges Model
- Mara-Daria Cojocaru (* 1980), deutsche Lyrikerin und Philosophin
- Mara Corday (1930–2025), US-amerikanisches Model und Schauspielerin
- Mara Corradini (1880–1964), italienisch-schweizerische Malerin
- Mara Cruz (* 1941), spanische Schauspielerin
- Mara Delius (* 1979), deutsche Literaturwissenschaftlerin und -kritikerin sowie Journalistin
- Mara Eggert (* 1938), deutsche Fotografin
- Mara Feldern-Förster (1866–1951), deutsche Schauspielerin und Sängerin
- Mara Gabrilli (* 1967), brasilianische Politikerin
- Mara Gae (* 2005), rumänische Tennisspielerin
- Mara Genschel (* 1982), deutsche Schriftstellerin und Lyrikerin
- Mara Guth (* 2003), deutsche Tennisspielerin
- Mara Takla Haymanot, Kaiser
- Mara Heinze-Hoferichter (1887–1958), deutsche Schriftstellerin
- Mara Hetzel, deutsche Schauspielerin und Hörspielsprecherin
- Mara Hobel (* 1971), US-amerikanische Schauspielerin
- Mara Hoffmann (1891–1929), Malschülerin und Modell des Münchener Malers Leo Putz
- Mara Hörner (* 1980), deutsche Sachbuchautorin und Bloggerin
- Mara Hvistendahl, US-amerikanische Wissenschaftsjournalistin
- Mara Jakisch (1905–2005), deutsche Opernsängerin (Sopran) und Schauspielerin
- Mara Janković (1926–2009), jugoslawische bzw. serbische Pop- und Jazzsängerin
- Mara Jelica (* 1974), kroatische Schachspielerin
- Mara Jovanovits (1906–1993), Schweizer Tänzerin und Ballettmeisterin
- Mara Kayser (* 1966), deutsche Sängerin
- Mara Kraus (1925–2024), Emigrantin auf der Flucht vor dem NS-Regime und Schriftstellerin
- Mara Lane (1930–2014), österreichische Filmschauspielerin
- Mara Lang (* 1970), österreichische Schriftstellerin
- Mara Laue (* 1958), deutsche Autorin
- Mara Loytved-Hardegg (* 1942), deutsche Malerin
- Mara Bar Serapion, syrischer Stoiker und Schriftsteller
- Mara Mattuschka (* 1959), österreichische Filmregisseurin und Performance-Künstlerin
- Mara Mednik (1940–2024), russisch-deutsche klassische Pianistin und Hochschulprofessorin
- Mara Minjoli (* 1987), deutsche Sängerin und Songwriterin
- Mara Moser (* 1992), Schweizer Politikerin (SP)
- Mara Navarria (* 1985), italienische Degenfechterin
- Mara Neusel (1964–2014), deutsch-amerikanische Mathematikerin und Hochschullehrerin
- Mara Pfeiffer (* 1978), deutsche Autorin und Journalistin
- Mara Pringsheim (1889–1965), deutsche Sängerin und Professorin
- Mara Puškarić-Petras (1903–1998), jugoslawische bzw. kroatische Malerin der Naiven Kunst
- Mara Rocha (* 1973), brasilianische Politikerin
- Mara Romei (* 2002), österreichische Schauspielerin und Singer-Songwriterin
- Mara Rosenbloom (* 1984), US-amerikanische Jazzmusikerin (Piano, Komposition)
- Mara Rüegg (* 1993), Schweizer Unihockeyspielerin
- Mara Santangelo (* 1981), italienische Tennisspielerin
- Mara Sattei (* 1995), italienische Popsängerin
- Mara Scherzinger (* 1989), deutsche Schauspielerin
- Mara Schrötter-Malliczky (1893–1976), österreichisch-US-amerikanische Künstlerin
- Mara Selvini Palazzoli (1916–1999), italienische Psychoanalytikerin
- Mara Švel-Gamiršek (1900–1975), kroatische Schriftstellerin
- Mara Uckunowa-Auböck (1895–1987), bulgarisch-österreichische Bildhauerin und Textilgestalterin
- Mara Venier (* 1950), italienische Fernsehmoderatorin und Schauspielerin
- Mara Wilson (* 1987), US-amerikanische Filmschauspielerin
- Mara Winter, deutsche Schriftstellerin
- Mara Yamauchi (* 1973), britische Langstreckenläuferin
- Māra Zālīte (* 1952), lettische Schriftstellerin und Kulturschaffende
- Mara Zampieri (* 1951), italienische Opern- und Konzertsängerin (Sopran)
- Mara Zini (* 1979), italienische Shorttrackerin

Weiterer Vorname
- Edith Xio Mara García García (* 1977), mexikanische Paläobiologin und Schachspielerin
- Neele Mara Orth (* 2002), deutsche Handballspielerin